# لواء القويرة
لواء القويرة هو تقسم إداري ثاني يتبع محافظة العقبة جنوب الأردن، يحد القضاء من الشرق سهل الصوان و غربا سلسة جبال وادي عربة و شمالا محافظة معان و جنوبا محافظة العقبة مركزه بلدة القويرة.  بلغ عدد سكانه في عام 2009 حوالي 21,860 نسمة.

## التقسيم الإداري
يُقسم هذا  اللواء إلى كل من الأقضية التالية:
- قضاء القويرة: يشكّل سكانه 16,910 نسمة، ويضم كل من البلدات والمناطق التالية: القويرة، الراشدية، رم، الحميمة الجديدة، دبة حانوت، الشاكرية، الصالحية، العسلية، عين الهوارة، الحميمة.
- قضاء الديسة: يشكّل سكانه 4,950 نسمة، ويضم كل من البلدات والمناطق التالية: الديسة، الطويسة،  منيشير ، الطويل، الغال. [3]

## السكان
يتوزع السكان  على عشرة تجمعات سكانية أكبرها بلدة القويرة مركز القضاء تليها الراشدية و الديسة و الحميمة و دبة حانوت و الطويسة و رم و باقي التجمعات عبارة عن تجمعات صغيرة يقطنها عدد قليل من السكان و المنطقة صحراوية و قليلة الأمطار حيث أن معدل تساقط الامطار لا يتجاوز (150) ملم / سنويا. معظم سكان اللواء هم ممن لم ينهوا الثانوية العامة، بنسبة مرتفعة من الأمّية تصل إلى 29%

### عدد السكان 2020 قضاء القويرة
|              | المنطقة         | الذكور | الإناث | المجموع | الأسر |
| قضاء القويره | القويرة         | 7220   | 6188   | 13408   | 2434  |
| قضاء القويره | الراشدية        | 2147   | 1730   | 3877    | 725   |
| قضاء القويره | رم              | 1205   | 1040   | 2245    | 389   |
| قضاء القويره | الحميمة الجديدة | 1237   | 1214   | 2451    | 435   |
| قضاء القويره | دبة حانوت       | 865    | 901    | 1766    | 329   |
| قضاء القويره | الشاكرية        | 176    | 174    | 350     | 85    |
| قضاء القويره | الصالحية        | 206    | 213    | 419     | 83    |
| قضاء القويره | العسلية         | 247    | 266    | 513     | 88    |
| قضاء القويره | الحميمة         | 101    | 85     | 186     | 25    |
| قضاء القويره | أم البساتين     | 336    | 239    | 575     | 120   |
| المجموع      | المجموع         | 13740  | 12050  | 25790   | 4713  |

### عدد السكان 2020 قضاء الديسة
|             | المنطقة | الذكور | الإناث | المجموع | الأسر |
| قضاء الديسة | الديسة  | 1771   | 1466   | 3237    | 629   |
| قضاء الديسة | الطويسة | 1188   | 1217   | 2405    | 451   |
| قضاء الديسة | منيشير  | 438    | 427    | 865     | 164   |
| قضاء الديسة | الطويل  | 142    | 139    | 281     | 44    |
| قضاء الديسة | الغال   | 211    | 201    | 412     | 66    |
| المجموع     | المجموع | 3750   | 3450   | 7200    | 1354  |

## النشاط الزراعي
يعتبر قطاع الزراعة من القطاعات الرائدة في منطقة القويرة المروية  حيث تبلغ المساحات المزروعة حوالي 13.258 دونم جميعها مزروعات مروية و لا يوجد أي زراعات بعلية بسبب تدني معدل سقوط الأمطار في المنطقة.

## المواقع السياحية
يوجد موقع الحميمة و هو موقع نبطي روماني إسلامي وبه آثار من كل الحضارات و قد قامت وزارة السياحة و الآثار بإنشاء مركز للزوار لتقديم الخدمات لهم .

## المدن الثقافية 2020 -2021
تم اختيار لواء القويرة ليكون ضمن برامج وزارة الثقافة لعام 2020 ضمن مشروع المدن الثقافية، والذي انطلق عام 2007 من مدينة إربد، وانتقل بعدها إلى عدد من المدن الأخرى، وصولا إلى الألوية الثقافية عام 2020. وتم اختياره ضمن ثلاثة ألوية في كل إقليم من المملكة، لواء البادية الشمالية الشرقية عن إقليم الشمال، ولواء الهاشمية عن إقليم الوسط، ولواء القويرة عن إقليم الجنوب. وجرى تأجيلها بسبب جائحة كورونا ومددت للعام 2021، لتأخذ فرصتها الحقيقية بالتنمية الثقافية بشكل عادل.
ترتكز المشاريع المُختارة على إحياء التراث والمحافظة عليه، وتسلط الضوء على الحياة الثقافية والاجتماعية في الألوية الثقافية المعنية، ومن أبرزها توفير قاعدة بيانات واسعة تشكل مدخلاً لإعداد الخطط والسياسات المناسبة لحماية المواقع التراثية والأثرية، إلى جانب إنشاء الجداول والصور والأفـلام والوثائق الخطية والخرائطية لمسارات الثورة العربية الكبرى داخل المواقع التاريخية، ضمن آلية عرض ثنائية وثلاثية الأبعاد.

## الاقتصاد المجتمعي والتحديات
تم إجراء دراسة جيوب الفقر عام 2005 بالتعاون مع مراكز تعزيز الإنتاجية إرادة في الأردن حول لواء القويرة . 